# カレン・シルクウッド

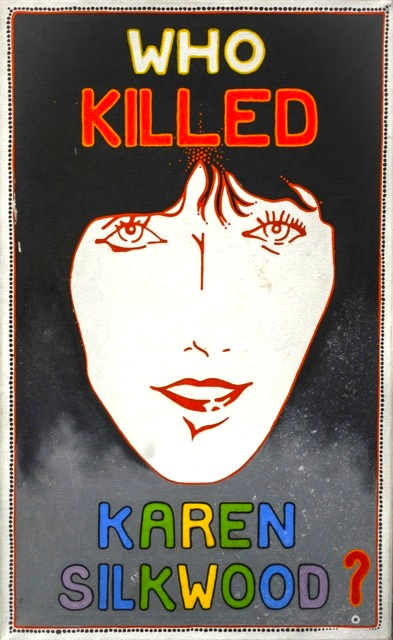
カレン・シルクウッド (Karen Silkwood)

カレン・シルクウッド（英: Karen Silkwood、1946年2月19日 - 1974年11月13日）は、アメリカ合衆国における労働組合活動家。
原子力関連企業のカー・マギー社の核燃料製造プラントで行われていた、安全規則違反と不正行為をめぐるスキャンダルの中、28歳で謎の死をとげた。
カレンはオクラホマ州クレッセントの近くにあったシマロン核燃料製造所（Cimarron Fuel Fabrication Site）に勤める化学技術者で、核燃料（燃料棒になるプルトニウムペレット）の製造に従事していたが、プラント内で行われていた多数の不正行為に気づいた。その事実をアメリカ原子力委員会（AEC）に証言したのち、カレン自身の体が、プルトニウムによる不審かつ深刻な汚染を受けていることが判明した。彼女はこれらの事実を公衆に告発するため、証拠書類を持ってニューヨーク・タイムズ紙の記者に会いに行く途中で、不審な自動車事故により死亡した（他殺の可能性が論議されている）。カレンのプルトニウム汚染発覚から不審死にいたるまでの一連の事件は、いわゆる「シルクウッド事件」として、一大原子力スキャンダルに発展した。
1981年、ジャーナリストのリチャード・ラシュキが『カレン・シルクウッドの死』（Killing Karen Silkwood）を出版。1983年、メリル・ストリープ主演、マイク・ニコルズ監督により『シルクウッド』というタイトルで映画化された。

## 生い立ちから離婚まで
カレンは1946年2月19日、テキサス州ロングビューにメーレおよびウイリアム・シルクウッドの娘として生まれた。同州ネダーランドで育ち、同州ボーモントにあるラマー州立カレッジに入学した。
1965年、石油パイプラインの労働者であったウィリアム・メドウズと結婚し、3人の子供をもうけたが、1972年に離婚。オクラホマシティーに移り、短期間病院の事務員として働いた
。

## 労働組合での活動
カー・マギー社に雇用されてから、カレンは石油・原子力労働組合地方支部に加盟し、プラントのストライキに参加した。ストライキの終了後、組合の交渉委員会の委員に選出され、健康と安全問題についての調査任務を割り当てられた。
カレンは、欠陥のある呼吸装置や不適切なサンプルの貯蔵によって、労働者の汚染物質への暴露など、おびただしい健康規則違反を引き起こしていると考えた。カレンは、十分なシャワー施設の欠如が従業員への汚染リスクを増加させているとも考えた。
1974年夏、カレンはアメリカ原子力委員会において証言し、生産のスピードアップのために従業員たちは貧弱な訓練のもとでタスクを与えられ、安全基準は無視され、そしてカー・マギー社の従業員は燃料棒を不適切に扱っており、会社は検査記録を改ざんしていると告発した。
1974年11月5日、ルーチンの自己チェックを行ったところ、自分の体が法定基準のほぼ400倍に達するプルトニウムで汚染されていることを発見する。彼女は、プラントで除染を受け、追加分析のために尿と大便の収集キットを与えられて、自宅に戻された。奇妙なことに、彼女が使用したグローブの外側の表面にはプルトニウムが付着していたが、グローブ自体にはどのような穴も開いていなかった。これは、汚染がグローブボックスの内側ではなく、ほかの場所に由来することを示唆していた。
翌11月6日朝、組合の交渉会議に向かう途中で、再度プルトニウムに陽性反応が出た。この朝はペーパーワークしか行っていなかったことから、これは驚くべきことであった。カレンはさらに入念な除染を受けた。11月7日、プラントに入る際、カレンの体が深刻な度合いで汚染されていること、カレンの呼気でさえ危険であることが発見された。放射線医学のチームがカレンとともにカレンの自宅を訪れ、屋内のいくつかの表面、特にバスルームと冷蔵庫にプルトニウムの痕跡を発見した。この家はのちに解体され除染されている。カレンと彼女のパートナー、およびハウスメイトはロスアラモス国立研究所に送られ、彼らの体の中がどれくらい汚染されているかを突き止めるため、多層的検査が行われた。
論議は、シルクウッドがこの3日の間にどのように汚染されたかに集中していた。シルクウッド自身は、自分は悪意に満ちた攻撃の犠牲者であり、彼女に与えられた試験用採取ビンには、前もってプルトニウムが混入されていたと主張していた。バスルームの汚染は、彼女が11月7日に朝に、尿サンプルをこぼした際に発生した可能性があった。これは、彼女が家で採取したサンプルは異常に高いレベルで汚染されていたが、プラントとロスアラモスで新鮮な採取ビンを用いて採取されたサンプルの汚染は、それよりも大幅に低かった事実と符合する。
カー・マギー社の経営陣は、会社にネガティブなイメージを与えるために、彼女が自分自身を汚染したと主張した。プラントのセキュリティーは極めて緩く、労働者は完成したプルトニウム・ペレットを容易に持ち出すことができたとされている

。

## 公衆に訴える時
カレンは、彼女の主張を立証するための証拠書類を収集していると述べていた。カレンは、今こそ公衆に訴えるときであると決断し、このストーリーを紙面にする準備を行っていたニューヨーク・タイムズ紙の記者と接触した。1974年11月13日、カレンはクレッセントのHub Cafeで行われた組合の会合に出席した。会合の出席者の一人は、カレンがバインダーに挟んだ書類の束を持っていたと証言している。会合のあと、カレンは自分の車に乗り込み、ニューヨーク・タイムズの記者David BurnhamとSteve Wodkaに会うため、一人で約30マイル (48 km)離れたオクラホマシティにある、組合の事務所に向かった。

## カレンの死
11月13日の深夜、道から外れ、暗渠に衝突した状態の車の中から、カレンの死体が発見された。車の中には書類はなかった。彼女は、典型的な居眠り運転により事故死したと発表された。現場にいた警官によると、車の中に鎮静剤のメタカロンの錠剤が1錠か2錠あり、マリファナも発見された。警察の報告書は、彼女が運転中に眠ったことを示唆している。検視官は、死亡したときカレンの体内には血液100ミリリットルあたり0.35ミリグラムのメタカロンが存在していたことを突き止めたが、これは推奨服用量（これでも眠気が起きる）のほとんど2倍にあたるものであった。
しかし、カレンは意図的に事故を起こそうとした別の車に背後から衝突され、これが彼女の死を引き起こしたのだと主張する者もいる。カレンの車のスリップ痕が道路上に残っており、これが何人かに、カレンは背後から衝突されたあと、必死になって道路へ戻ろうと試みていたという考えを想起させている。
また捜査官たちは、カレンの車の後部に損傷を確認したが、彼女の友人と家族によれば、事故の前にはその損傷はなかったという。衝突は、完全な前部衝突であったはずであり、そうなると彼女の車の後部の損傷は説明がつかないことになる。カレンの車の微視的な検査は、後部からの別の車の衝突に由来する可能性のある、塗料の破片の存在を明らかにした。カレンの家族は、彼らが知る限りでは、カレンは他の車とどのような事故も、あるいは小事故も以前に起こしたことはなく、運転していた1974年製ホンダ・シビックは中古車として購入されたものではないと主張した。さらにこの車については、以前にいかなる保険金請求もなされたことはなかった。
カレンの親類は、カレンは間違いなく書類を車の助手席に置いたと証言したが、事故後車内から書類は発見されなかった。この事実から、カレンの告発を阻止するために事故が仕組まれ、事故後車内から書類が盗まれたのだという主張がされることになった。カレンの家族によれば、死の直前、カレンは何回か脅迫電話を受けていた。しかし、このようないやがらせの存在についての推測はまだ実証されていない。
カレンの体組織は、原子力委員会と州医学調査官の求めに応じて、ロスアラモス組織検査プログラムの一環として分析された。放射能の大部分は肺から見つかり、プルトニウムが吸引されたことを示唆していた。さらに組織の分析を進めたところ、2番目に高い集積部分は彼女の胃腸であることが判明した。
カレンの死にまつわる疑惑は、プラントのセキュリティーと安全に対する連邦捜査に発展し、ナショナル・パブリック・ラジオは不適切に保管されていた44から66ポンドに上るプルトニウムに関する報道を行った。カレンの物語は、原子力の危険性を強調することとなり、また企業の説明責任と責任に関する疑問を提起した。カー・マギー社は、この核燃料プラントを1975年に閉鎖している。シマロン・プラントの跡地は、25年後の時点でもまだ除染の最中であった。
1979年の映画「チャイナ・シンドローム」では、カレンの死と同様の追突事故が劇中に引用されている。

## カレンの遺族とカー・マギー社の係争
カレンの父親と子供たちは、カー・マギー社に対して遺族を代表して訴訟を起こしている。審理は1979年に行われた。Gerry Spenceが遺族側の主任弁護士となり、もう一人の重要弁護士はArthur Angelであった。カー・マギー社側の主任弁護士はWilliam Paulが務めた。遺族側は、検視により判明した、カレンの体がプルトニウムで汚染されていたという証拠を提出した。この汚染がプラント内で被ったことを立証するため、以前プラントに勤務していた一連の証言者から証言が得られた。
被告側の主要な証言者は、ロスアラモスのトップレベルの科学者であったGeorge Voelz博士であった。Voelz博士は汚染は法定基準内に収まるものと信ずると証言した。Spence弁護士は、Voelz博士が、どのレベルの汚染がガンを引き起こすために必要かについて、確信を持っていないことを認めざるを得ないところまで切り込んだ。被告側はのちに、カレンは自分で自分を汚染しかねないトラブルメーカーであったと主張した。続く総括論議においてFrank Theis裁判長は、オクラホマの歴史で最長の民事訴訟の陪審団に、「カレン・シルクウッドの身体または財産に対する汚染が、プラントの操業に起因するものとあなたたちが判断するなら、カー・マギー社は有責である」と告げた。
陪審団は、損害賠償として505,000米ドル、懲罰的損害賠償として10,000,000米ドルという評決を下した。控訴審では、評決は5,000米ドルに減額されたが、1984年に合衆国最高裁判所は最初の評決を回復している。
この訴訟は、カーマギー社が138万米ドルで示談に応じたが、いかなる責任も認めなかったため、再審を目指すことになった。